# Dopady evropské migrační krize v Maďarsku

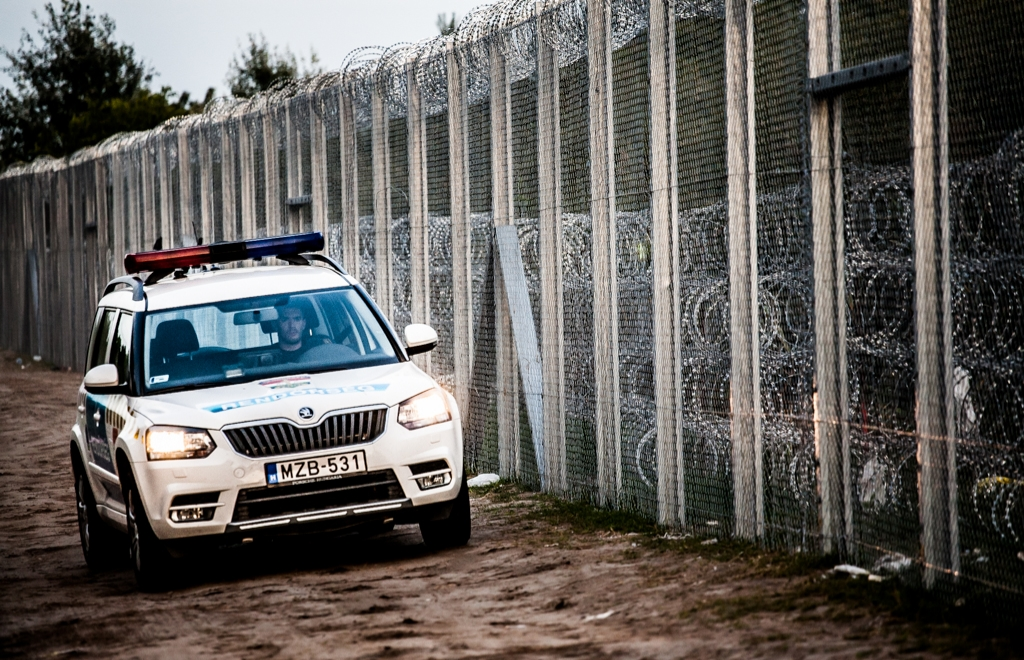
Policisté hlídkují u dokončeného pohraničního plotu

V Maďarsku se již během jarních a letních měsíců roku 2015 zvyšoval počet migrantů mířících v rámci takzvané evropské migrační krize do západní Evropy, jelikož země ležela na hlavní větvi Balkánské migrační trasy. Koncem června 2015 proto byla zahájena výstavba maďarského pohraničního plotu nejprve na hranici se Srbskem a následně i s Chorvatskem, který běžence odklonil do Slovinska a od poloviny října 2015 se tak již Maďarsko s uprchlickou krizí nemuselo významněji potýkat.

## Postupně vzrůstající počet migrantů

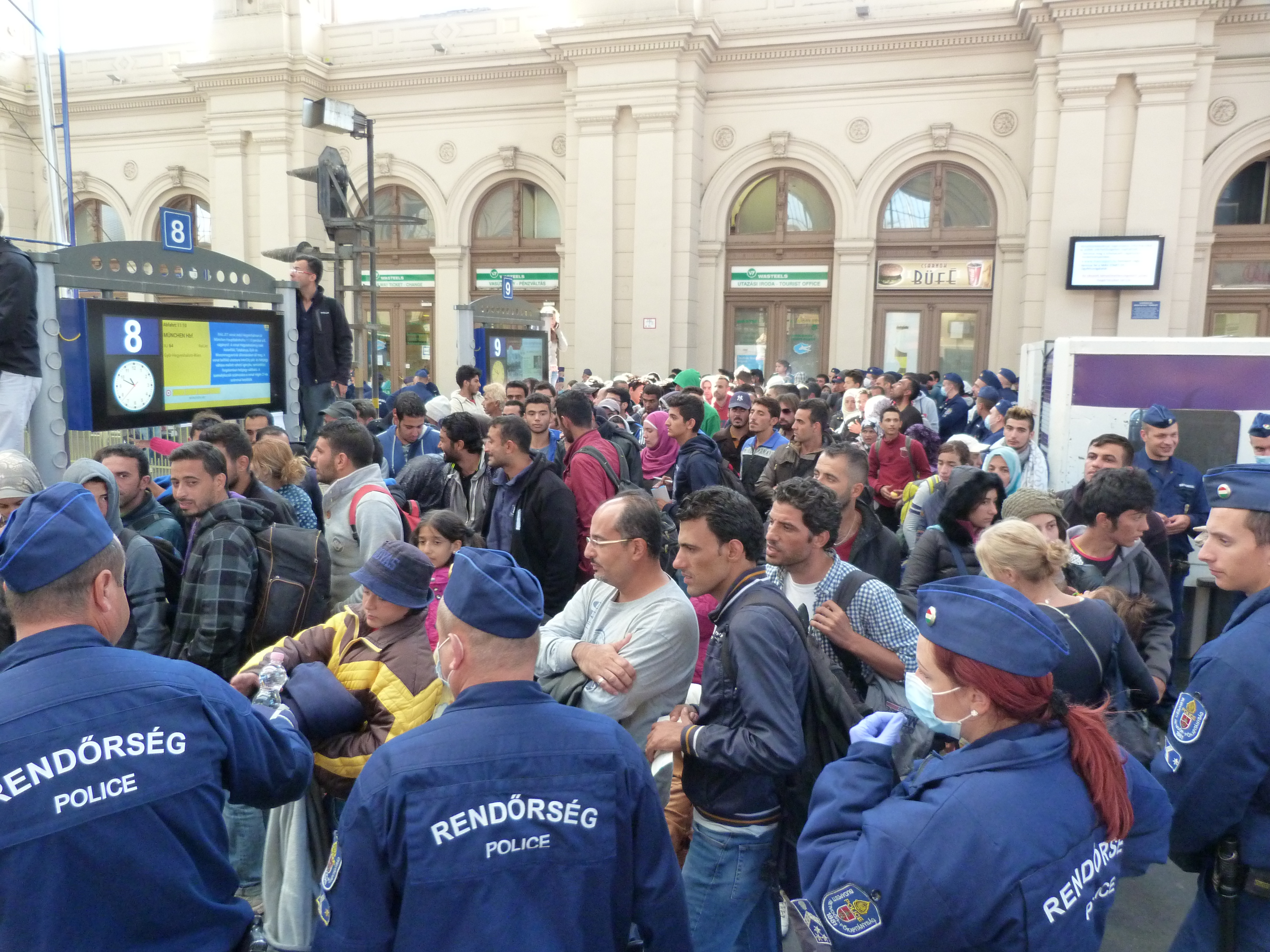
Policisté a migranti na budapešťském východním nádraží

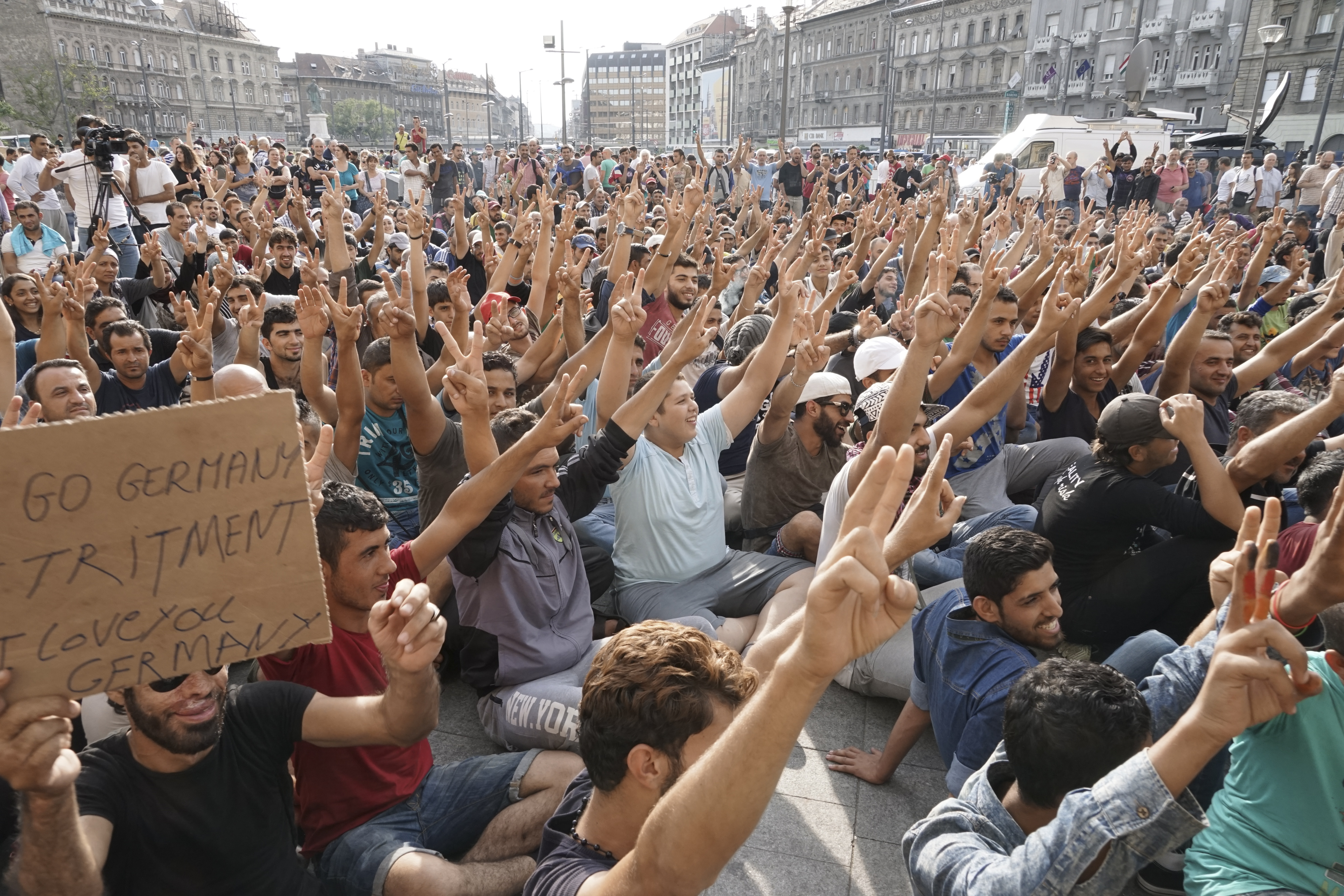
Uprchlíci před nádražím v Budapešti demonstrují, aby mohli odcestovat do Německa, 3. září 2015

V Maďarsku se imigrační krize začala projevovat již od jara 2015. Od ledna do konce května 2015 vstoupilo nelegálně do země téměř 50 000 osob, což se ukázalo jako značný problém. Vzhledem k toku, že Řecko nedodržovalo své povinnosti vyplývající ze Schengenské smlouvy se Maďarsko stalo de facto prvním státem, kde migranti vstupují na území Schengenského prostoru. Dne 23. června Maďarsko kvůli přetíženosti migranty pozastavilo na několik týdnů platnost dublinské úmluvy. V průběhu léta se počet migrantů vstupujících do Maďarska zvýšil na průměr 2 000 osob denně. Na přelomu srpna a září začal migrační proud výrazně vzrůstat a během první poloviny října dosahoval počtu více než 8 000 osob denně.
Nejkritičtější situace panovala na přelomu srpna a září 2015 v Budapešti, když do města přišlo několik tisíc imigrantů v rámci migrační vlny vytvořené po otevření makedonsko-řecké hranice. Ti obsadili východní nádraží a rozsáhlý přilehlý podchod u blízké stanice metra. Maďarská vláda se pokusila vyčlenit prostředky na zřízení nouzového tábora v blízkosti nádraží, prostor však obsadili aktivisté z politické strany Jobbik; nakonec byl tento tábor zřízen v nedalekém městě Bicske. Poté, co jim nebylo umožněno odcestovat do Rakouska, se vydali jako takzvaný pochod naděje pěšky po dálnici M1 směrem na Vídeň. Dne 5. září 2015 oznámilo benediktinské arciopatství v Pannonhalmě, že se zapojí do pomoci uprchlíkům. Na začátku září 2015 zřídila maďarská vláda záchytný tábor také v jihomaďarském městě Röszke v těsné blízkosti hranic se Srbskem, docházelo v něm však velmi často ke vzpourám a imigranti z něj neustále unikali. 

## Maďarský pohraniční plot

Hranice Maďarska se Srbskem a Chorvatskem, která je uzavřená pro migranty (bariéra nebo vodní tok)

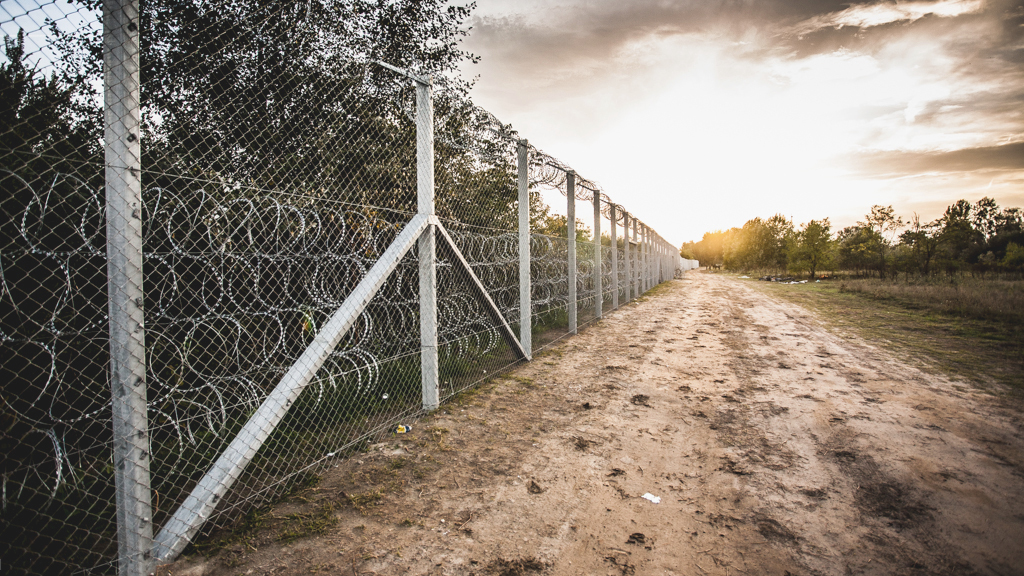
Maďarský pohraniční plot

Tamní konzervativní vláda se rozhodla problematiku migrace řešit výstavbou pohraničního plotu, jehož vznik většina obyvatel schvaluje. Ten byl postaven nejprve v létě 2015 na celé hranici se Srbskem (175 km). Zatímco po výstavbě první části plotu, spočívající v natažení žiletkového drátu, jej migranti překonávali, dne 15. září byl dokončen celý plot o výšce 3–4 metry, začala platit přísnější pravidla za nelegální překročení maďarské státní hranice a k bariéře byla povolána policie i armáda, což znemožnilo migrantům proniknout ze Srbska do Maďarska. Poté, co se ukázalo, že migranti se plotu jen vyhýbají přes Chorvatsko a do Maďarska se posléze vracejí, byl na podzim 2015 pohraniční plot vybudován také na části společné hranice s Chorvatskem. Hraniční bariéra snížila nelegální přechody hranic z 10 000 v polovině října na pouhých několik desítek lidí v závěru měsíce. I během následujících zimních měsíců zůstal počet migrantů jen na úrovni několika desítek osob denně. V roce 2015 zahájily maďarské úřady 345 trestních řízení proti migrantům, kteří bariéru překonali, z nichž téměř všichni byli vyhoštěni. 
V lednu 2016 maďarští představitelé oznámili, že v případě změny Balkánské migrační trasy východním směrem jsou připraveni postavit plot i na hranici s Rumunskem. Koncem února 2016 se opět začal počet nelegálních migrantů zadržených v Maďarsku zvyšovat; zatímco za celý leden 2016 bylo v Maďarsku zachyceno necelých 560 imigrantů, za první tři týdny února 2016 to bylo přes 1 550 běženců, z nichž část přišla právě přes maďarsko-srbsko-rumunské trojmezí, kde končí pohraniční plot.

## Politické dopady
V Maďarsku byly zaznamenány silné nálady proti imigrantům. Imigrační krize se stala klíčovým tématem pro radikální politickou stranu Jobbik. Maďarský premiér Viktor Orbán je dlouhodobě jeden z nejvýraznějších odpůrců přijímání imigrantů. Ostře odmítl přijmout současnou migrační vlnu, žádal její regulaci, nesouhlasil s přístupem západní Evropy, který je mnohem liberálnější a otevřenější směrem k migrantům. Naopak vyjádřil obavy, že pokud Evropa umožní příchod statisícům lidí z chudých zemí Afriky a Asie, do budoucna přijde ještě větší vlna, která by mohla ohrozit i samotnou existenci Evropy. Celou krizi, během níž migranti mířili především do Německa, označil jako "německý problém".